# کولدین
کولدین (به چکی: Koldín) یک منطقهٔ مسکونی در جمهوری چک است که در ناحیه اوستی ناد اورلیتسی واقع شده‌است. کولدین ۶٫۳۴ کیلومتر مربع مساحت و ۳۶۲ نفر جمعیت دارد و ۳۴۱ متر بالاتر از سطح دریا واقع شده‌است.